# CK Большой Медведицы
CK Большой Медведицы (лат. CK Ursae Majoris) — одиночная переменная звезда в созвездии Большой Медведицы на расстоянии (вычисленном из значения параллакса) приблизительно 16423 световых лет (около 5035 парсеков) от Солнца. Видимая звёздная величина звезды — от +14,1m до +13,4m.

## Характеристики
CK Большой Медведицы — пульсирующая переменная звезда типа RR Лиры (RRAB).